# Vicente Pérez Martínez
Vicente Pérez Martínez (Cifuentes, primera meitat segle xviii – Madrid, 1800) va ser un cantant i professor espanyol, membre de la capella reial durant trenta anys.
Dotat d'una bella veu de tenor i d'una excel·lent escola de cant, fou, a més, un professor distingit, i el 1770 entrà en la Capella Reial, a la qual va pertànyer per espai de trenta anys com a tenor. El 1799, poc temps abans de la seva mort, publicà el primer volum de la seva obra Prontuario del canto llano gregoriano, corregido todo del mal acento y otros defectos notados en los libros antiguos. L'obra constava de tres volums i d'aquesta en feu una nova edició el prevere Antonio Hernández (Madrid, 1823). A més, deixà, una petita obra inèdita, Apuntes curiosos, que restà en poder de Indalecio Soriano Fuertes. Fundà societat de socors mutus titulada La Concordia per als individus de la Capella Reial.